# Sebek (film)
A Sebek (eredeti cím: Wounds) 2019-ben bemutatott amerikai pszicho-horror, melyet Babak Anvari írt és rendezett – akinek ez az első angol nyelvű rendezése. A főszereplők Armie Hammer, Dakota Johnson és Zazie Beetz. Nathan Ballingrud: The Visible Filth című novellája alapján készült.
Világpremierjét a Sundance Filmfesztiválon tartották 2019. január 26-án. A filmet a Netflix mutatta be 2019. október 18-án.

## Cselekmény
Egy Will nevű New Orleans-i pultos csótányokkal fertőzött bárban dolgozik. Az egyik este, miközben a barátaival beszélget (Alicia, a barátja, Jeffrey és a részeg Eric), egy csoport főiskolai gyerek lép be a bárba. Eric összeverekedik egy férfival, amelynek eredményeképp Ericet súlyosan arcba szúrják egy törött üvegdarabbal. A kamaszok pánikszerűen távoznak, ekkor Will észreveszi, hogy az egyikőjük otthagyta a mobiltelefonját. Will hazatér Carrie nevű barátnőjéhez. A telefon ellenőrzése közben üzeneteket kap egy Garrett nevű személytől, aki azt állítja, hogy retteg, mert valami követi őt az alagútból. Willnek sikerül a lenyomatok alapján feloldani a telefont és írni Garrett-nek, hogy ne szórakozzanak vele.
Másnap reggel, amint felébred, felfedezi, hogy Garrett az éjjel fényképet küldött a telefonra, a saját véres fogaival. Carrie undorodva ahhoz ragaszkodik, hogy hívják fel a rendőrséget, amit Will későbbre meg is ígér. Will elviszi Carrie-t az iskolába, és azt gyanítja, hogy a professzorával együtt szokott aludni. Ezután meglátogatja Eric-et, akinek a sebe hamar elfertőződött, majd elmondja, hogy intenzív rémálmokban szenved. Észrevesz valami embertelen húst Eric sebében. Will meglátogatja Aliciát és kiderül, hogy belé van zúgva. Hazafelé tartva Will nem veszi észre az egyik főiskolai gyereket, aki követi őt a városon keresztül. Ismételten ellenőrzi a telefont, fényképeket és videókat felfedezve egy holttestről, valamint egy levágott fejről, amit csótányok vesznek körül. A fej ezután önmagában mozogni kezd, mielőtt egy kéz rövidesen megjelenik a koponya egyik sebében. Carrie látja a felvételeket, és arra kényszeríti Will-t, hogy adja át a rendőrségnek; ekkor az egyik fényképen felfedeznek egy könyvet, melynek címe: "The Translation of Wounds". Felhívják Garrett-et, és a telefon másik végén inhumánus sípolást hallanak.
Az állomás felé vezetve Will megfigyeli az egyik főiskolás gyereket, aki követni kezdi, majd üzeneteket kap a csapat másik tagjától, amelyben kijelenti; "Kiválasztották!". Will elkezdi hallucinálni, hogy a telefont csótányok lepik el, így kidobja az autóablakon és az egyik gyerek felveszi. Telefon nélkül a rendőrség semmit nem tehet. Will a műszakában dolgozik és találkozik Alice-szel. Késő estig együtt lógnak és csókolózni kezdenek, majd Alice leáll és bűnösnek vallja magát. Ahogy hazaviszi őt, furcsa üzenetsorozatot kap Carrie-ről, akihez azonnal hazasiet. Felfedezi, hogy valamiféle transzban egy alagutat bámul a laptopon. Carrie-nek nincs fogalma arról, hogy mennyi idő telt el, és nincs emléke a Willnek elküldött szövegről. Aznap később, Will felébred és felfedezi Garrett-et a házban. Garrett az asztalra dobja a véres fogait, mielőtt azt állítaná, hogy a barátaival egy portálon keresztül "valamit" összehívott, hogy megszállja őket, amit Will a házban hozott létre. Will elkezdi hallucinálni Carrie és Alice levágott fejét.
Will felébred, de bizonytalan abban, hogy valóban rémálom volt-e, ekkor egy csótányt hallucinál, ami a hónalján lévő sebből bújik ki. Will és Carrie elkezdenek távolodni és egyre jobban agresszívek egymással. Amint elhagyja az iskolát, Will felfedezi, hogy Carrie az interneten rákeresett Garrett-re, valamint a gnosztikus szertartásra és egy könyvet is megfigyel a fotón, amely szerint a seb egy portál nagyobb lények számára, hogy belépjenek a világba. A munkája során Will egyre szokatlanabbá és ingerlékenyebbé válik, és végül harcba kezd Jeffrey-vel. Kap egy újabb üzenetet Carrie-től azt állítva, hogy valaki van vele a házban, mielőtt egy képet elküldne egy elmosódott emberi alakról, aki az ágyukon ül. Will hazaérve felfedezi Carrie-t transz állapotban, aki az alagutat bámulja a laptopon. A katatonikus állapot mindaddig nem múlik el, míg a férfi a fürdőkádban lévő vízbe bele nem teszi, amely furcsa sötét folyadékot eredményez. Másnap ő és Will szakítanak, Carrie azzal vádolva férjét, hogy üres.
Will munkába érve leordítja a főnökét, ami miatt az hazazavarja, míg Alice azt mondja neki, hogy többé ne hívogassa. Teljesen összetörve Will úgy dönt, hogy Eric házában marad, miután hívást kap tőle. Sebe tovább romlott és pánikba esik. Eriktől kiderül, hogy egy főiskolás gyerek rákényszerítette arra, hogy Will-nek ajándékot adjon és a házában maradjon. Will követi Ericet a szobájába, ahol felfedezi a birtokában lévő telefont. Üzeneteket kap, amelyek arra ösztönzik őt, hogy vegye át az ajándékot, ami a "húsba van csomagolva". Will rájön, hogy a magasabb lény, amellyel a gyerekeket összehívták, valójában Eric sebében van. Miután ismét felhívja Garrett-et, ami inhumánus sípolással tölti ki a szobát, csótányraj lepi el a házat. Végezetül Will-t elkezdi elnyelni a magasabb lény, amely Eric sebében lévő portálon keresztül alakult ki, majd a csótányok teljesen ellepik a helyiséget és a két férfit.

## Szereposztás
| Szereplő          | Színész            | Magyar hang        |
| ----------------- | ------------------ | ------------------ |
| Will              | Armie Hammer       | Makranczi Zalán    |
| Carrie            | Dakota Johnson     | Földes Eszter      |
| Alicia            | Zazie Beetz        | Bogdányi Titanilla |
| Jeffrey           | Karl Glusman       | Dér Zsolt          |
| Eric              | Brad William Henke | Törköly Levente    |
| Patrick           | Jim Klock          | Pataki Ferenc      |
| Marvin            | Luke Hawx          | Bordás János       |
| Rosie             | Kerry Cahill       | Ősi Ildikó         |
| Terrence Rosemore | Duane Cross        | Schneider Zoltán   |
| Jason             | Ben Sanders        | Ungvári Gergely    |

## Filmkészítés és fogadtatás
2018 februárjában bejelentették, hogy Armie Hammer lesz a film főszereplője, Babak Anvari rendezésével és forgatókönyvével. Megan Ellison, Christopher Kopp és Lucan Toh készítették a filmet az Annapurna Pictures, a Two & Two Pictures és az AZA Film gyártóstúdiókban. 2018 márciusában Dakota Johnson és Zazie Beetz csatlakoztak a film szereplőihez. 2018 áprilisában Karl Glusman, Brad William Henke és Jim Klock is csatlakozott a stábhoz.
A film forgatása 2018. április 4-én kezdődött New Orleansban.
A film vegyes értékeléseket kapott a kritikusoktól. A Metacritic oldalán a film értékelése 51% a 100-ból, ami 12 véleményen alapul. A Rotten Tomatoeson a Sebek 53%-os minősítést kapott, 43 értékelés alapján.